# Folsom, California

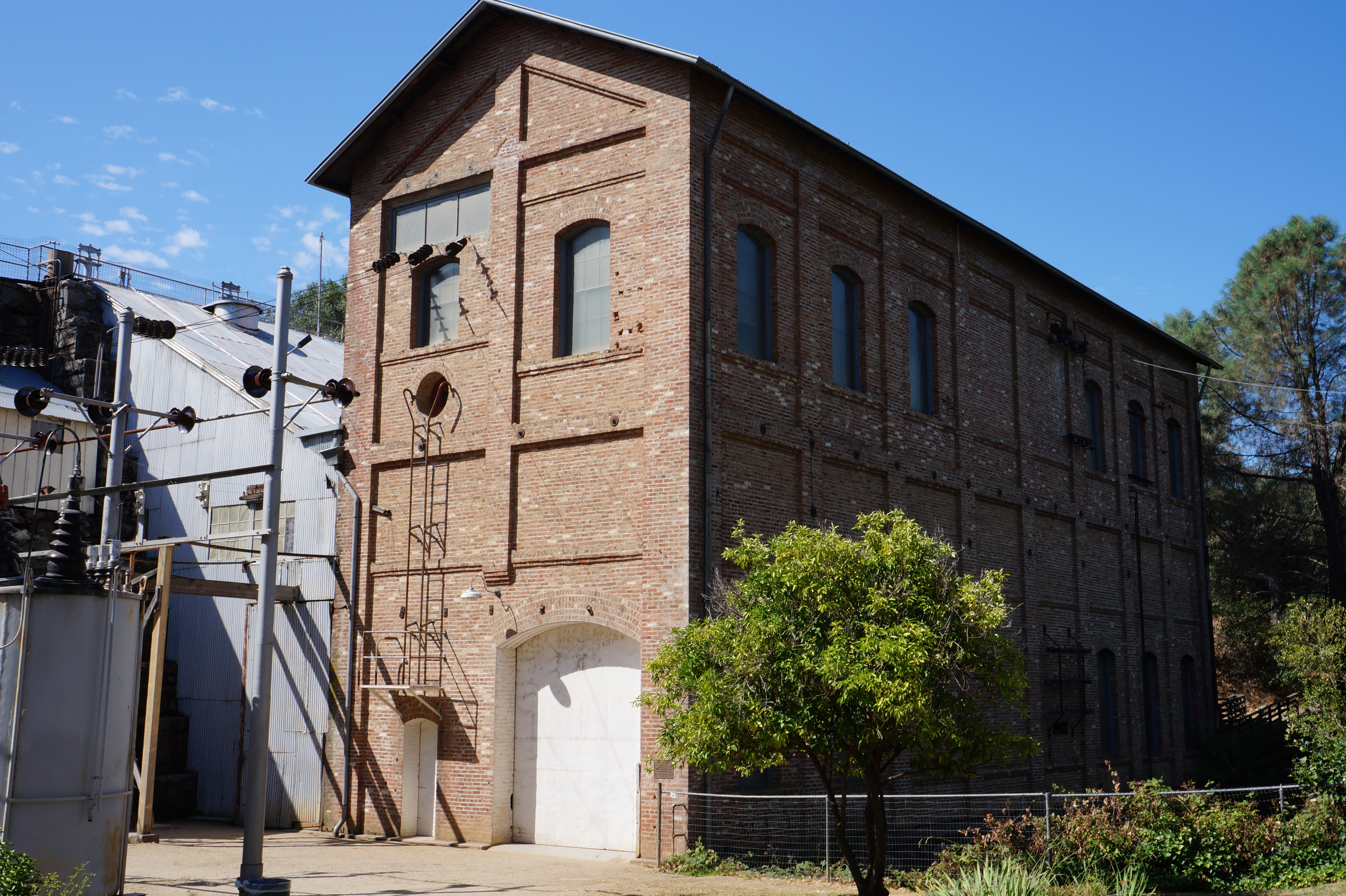

 Folsom là một thành phố ở Quận Sacramento, California, Hoa Kỳ. Nó thường được biết đến với nhà tù Folsom và hồ Folsom. Dân số ở đây là 72.203 trong cuộc điều tra dân số năm 2010.

## Địa lí
Theo Cục điều tra dân số Hoa Kỳ, thành phố có tổng diện tích 34 dặm vuông (88 km2), trong đó, 31,9 dặm vuông (83 km2) của nó là đất đai và 2.4 dặm vuông (6,2 km2) của nó (9,69%) là nước, chủ yếu là do Hồ Folsom chiếm đóng. Folsom nằm ở chân đồi của Sierra Nevada.

Khí hậu của Folsom được đặc trưng bởi mùa hè dài, nóng, khô và mùa đông lạnh, mưa.
| Dữ liệu khí hậu của Folsom, California (Folsom Dam), 1981–2010 normals | Dữ liệu khí hậu của Folsom, California (Folsom Dam), 1981–2010 normals | Dữ liệu khí hậu của Folsom, California (Folsom Dam), 1981–2010 normals | Dữ liệu khí hậu của Folsom, California (Folsom Dam), 1981–2010 normals | Dữ liệu khí hậu của Folsom, California (Folsom Dam), 1981–2010 normals | Dữ liệu khí hậu của Folsom, California (Folsom Dam), 1981–2010 normals | Dữ liệu khí hậu của Folsom, California (Folsom Dam), 1981–2010 normals | Dữ liệu khí hậu của Folsom, California (Folsom Dam), 1981–2010 normals | Dữ liệu khí hậu của Folsom, California (Folsom Dam), 1981–2010 normals | Dữ liệu khí hậu của Folsom, California (Folsom Dam), 1981–2010 normals | Dữ liệu khí hậu của Folsom, California (Folsom Dam), 1981–2010 normals | Dữ liệu khí hậu của Folsom, California (Folsom Dam), 1981–2010 normals | Dữ liệu khí hậu của Folsom, California (Folsom Dam), 1981–2010 normals | Dữ liệu khí hậu của Folsom, California (Folsom Dam), 1981–2010 normals |
| Tháng                                                                  | 1                                                                      | 2                                                                      | 3                                                                      | 4                                                                      | 5                                                                      | 6                                                                      | 7                                                                      | 8                                                                      | 9                                                                      | 10                                                                     | 11                                                                     | 12                                                                     | Năm                                                                    |
| ---------------------------------------------------------------------- | ---------------------------------------------------------------------- | ---------------------------------------------------------------------- | ---------------------------------------------------------------------- | ---------------------------------------------------------------------- | ---------------------------------------------------------------------- | ---------------------------------------------------------------------- | ---------------------------------------------------------------------- | ---------------------------------------------------------------------- | ---------------------------------------------------------------------- | ---------------------------------------------------------------------- | ---------------------------------------------------------------------- | ---------------------------------------------------------------------- | ---------------------------------------------------------------------- |
| Trung bình ngày tối đa °F (°C)                                         | 54 (12)                                                                | 61 (16)                                                                | 65 (18)                                                                | 72 (22)                                                                | 81 (27)                                                                | 89 (32)                                                                | 94 (34)                                                                | 94 (34)                                                                | 88 (31)                                                                | 79 (26)                                                                | 62 (17)                                                                | 54 (12)                                                                | 74 (23)                                                                |
| Tối thiểu trung bình ngày °F (°C)                                      | 38 (3)                                                                 | 43 (6)                                                                 | 46 (8)                                                                 | 48 (9)                                                                 | 52 (11)                                                                | 58 (14)                                                                | 61 (16)                                                                | 60 (16)                                                                | 58 (14)                                                                | 54 (12)                                                                | 44 (7)                                                                 | 39 (4)                                                                 | 50 (10)                                                                |
| Lượng Giáng thủy trung bình inches (mm)                                | 3.70 (94)                                                              | 4.63 (118)                                                             | 4.65 (118)                                                             | 1.74 (44)                                                              | .67 (17)                                                               | .38 (9.7)                                                              | .06 (1.5)                                                              | .11 (2.8)                                                              | .62 (16)                                                               | 1.46 (37)                                                              | 3.96 (101)                                                             | 3.83 (97)                                                              | 25.80 (655)                                                            |
| Nguồn:                                                                 |                                                                        |                                                                        |                                                                        |                                                                        |                                                                        |                                                                        |                                                                        |                                                                        |                                                                        |                                                                        |                                                                        |                                                                        |                                                                        |

## Dân số

### 2010
Cuộc Điều tra Dân số Hoa Kỳ năm 2010 báo cáo rằng Folsom có dân số 72.203. Mật độ dân số là 2.971,2 người trên một dặm Anh vuông (1.147,2 / km²). Thành phần chủng tộc của Folsom là 53.627 (74.3%) người da trắng, 4.140 (5.7%) người Mỹ gốc Phi, 427 (0.6%) người Mỹ bản địa, 9.000 (12.5%) Châu Á, 173 (0.2%) Đảo Thái Bình Dương, 1.818 (2.5%) từ các chủng tộc khác, và 3,018 (4,2%) từ hai hoặc nhiều chủng tộc. Tây Ban Nha hoặc La tinh của bất kỳ chủng tộc nào là 8.064 người (11,2%). Cuộc tổng điều tra báo cáo rằng 65.243 người (90,4% dân số) sống trong các hộ gia đình, 188 (0,3%) sống trong các khu nhóm không được thể chế hóa, và 6,772 (9,4%) được thể chế hoá.
Có 24.951 hộ, trong đó có 9,796 hộ (39,3%) có con dưới 18 tuổi sống chung với gia đình, 14.399 (57,7%) là cặp vợ chồng kết hôn với nhau, 2,195 (8,8%) là phụ nữ đơn thân, 1,006 (4,0%) là đàn ông độc thân. 5.788 hộ gia đình (23,2%) được tạo thành từ các cá nhân và 1,930 (7,7%) có người sống một mình từ 65 tuổi trở lên. Quy mô hộ trung bình là 2,61. Có 17.600 gia đình (chiếm 70,5% tổng số hộ); quy mô gia đình trung bình là 3,13.
Mật độ dân số trải rộng với 17.570 người (24,3%) dưới 18 tuổi, 5.344 người (7,4%) tuổi từ 18 đến 24, 23.022 người (31,9%) tuổi từ 25 đến 44, 19,358 người (26,8%) tuổi từ 45 đến 64 và 6,909 người (9,6%) từ 65 tuổi trở lên. Độ tuổi trung bình là 37,6 tuổi. Cứ 100 nữ giới thì có 114,1 nam giới. Cứ 100 nữ giới từ 18 tuổi trở lên, có 117,9 nam giới.
Có 26.109 đơn vị nhà ở với mật độ trung bình 1.074,4 mỗi dặm vuông (414,8 / km²).

### 2000
Theo điều tra dân số năm 2000 nơi đây có 51.884 người, 17.176 hộ gia đình và 12.518 gia đình sống trong thành phố. Mật độ dân số là 2.386,7 người trên một dặm vuông (921,5 / km²). Có 17.968 đơn vị nhà ở với mật độ trung bình 826,5 mỗi dặm vuông (319,1 / km²). Thành phần chủng tộc của thành phố là 77,89% người Da trắng, 5,99% người Mỹ gốc Phi, 0,58% người Mỹ bản xứ, 7,19% người châu Á, 0,19% người dân Thái Bình Dương, 4,71% từ các chủng tộc khác và 3,43% từ hai hoặc nhiều chủng tộc. Tây Ban Nha hoặc La tinh của bất kỳ chủng tộc nào là 9,47% dân số.
Có 17.196 hộ, trong đó 39,1% có trẻ em dưới 18 tuổi sống chung với gia đình, 61,7% là cặp vợ chồng chung sống với nhau, 8,0% là phụ nữ độc thân và 27,2% không phải là gia đình. 21,8% hộ gia đình được tạo thành từ các cá nhân và 7,1% có người sống một mình 65 tuổi trở lên. Quy mô hộ trung bình là 2,61 và quy mô gia đình trung bình là 3,08.
Trong thành phố, dân số được lan ra với 24,2% dưới 18 tuổi, 6,6% từ 18 đến 24, 39,0% từ 25 đến 44, 21,4% từ 45 đến 64, và 8,8% người từ 65 tuổi trở lên. Độ tuổi trung bình là 36 tuổi. Cứ 100 nữ giới thì có 123,4 nam giới. Cứ 100 nữ từ 18 tuổi trở lên thì có 131,0 nam giới.
Theo ước tính năm 2007, thu nhập trung bình của một hộ gia đình trong thành phố là 87.542 đô la và thu nhập trung bình cho một gia đình là 109.032 đô la. Nam giới có thu nhập trung bình là $ 60,616 so với $ 42,434 đối với nữ giới. Thu nhập bình quân đầu người cho thành phố là $ 30,210. Khoảng 2,6% gia đình và 7,3% dân số sống dưới mức nghèo khổ, trong đó có 4,1% trong số những người dưới 18 tuổi và 4,3% trong số những người từ 65 tuổi trở lên.